# Battaglia del Convoglio di Levante
La Battle del Convoglio di Levante fu una battaglia navale combattuta nell'ambito delle Guerre rivoluzionarie francesi il 7 ottobre 1795. Nel corso della battaglia, un potente squadrone francese sorprese un notevole convoglio inglese proveniente da Levante al largo di Capo San Vincenzo, presso le coste del Portogallo. Il convoglio era poco difeso, anche se un piccolo squadrone cercò di respingere i francesi, ma venne sopraffatto. Nell'azione militare che ne seguì una delle navi di linea inglesi e quasi l'intero convoglio vennero catturati. Il comandante francese, il commodoro Joseph de Richery, si ritirò quindi nel porto neutrale spagnolo di Cadice.
L'annuale convoglio navale britannico proveniente da Levante era un'operazione mercantile di notevole valore in quanto andava a toccare i principali porti del Mediterraneo orientale e si serviva per la propria sicurezza delle navi della Royal Navy. Nel 1795, questa scorta era composta da tre navi di linea, una delle quali necessitava di riparazioni, e diverse fregate al comando del commodoro Thomas Taylor. Taylor divise il convoglio, salpando in due divisioni separate. Il 7 ottobre lo squadrone francese al comando di Richery, inviato da Tolone per attaccare i pescherecci di Terranova, incontrò una divisione di Taylor del convoglio.
Taylor tentò di resistere ai francesi il tempo sufficiente per permettere ai mercantili di fuggire, ma una delle sue navi, la HMS Censeur perse il proprio albero maestro e venne sopraffatta dalla linea nemica. Con le fregate nemiche in azione contro le sue navi, Taylor decise di ritirarsi dallo scontro, lasciando le navi del convoglio al loro destino nelle mani dei francesi. Sopravvisse una sola nave mercantile. Richery portò le navi catturate a Cadice, nella Spagna meridionale, dove comunque uno squadrone inglese al comando del contrammiraglio Robert Mann gli pose un blocco navale.

## Antefatto
La marina francese nell'Atlantico aveva subito pesanti perdite in una serie di sconfitte nei primi anni delle guerre rivoluzionarie francesi, in particolare nel Glorioso Primo di Giugno del 1794 e nel corso della Campagna del Grande Inverno dell'inverno successivo. Nel giugno del 1795 altre tre navi andarono perdute nella sconfitta della Battaglia di Groix. Le richieste di rinforzi vennero inviate alla Flotta del Mediterraneo, la quale aveva a sua volta subito perdite ingenti nell'Assedio di Tolone nel 1793, e nella Battaglia di Genova e nella Battaglia delle Isole Hyères nella primavera e nell'estate del 1795. Il comandante della flotta del Mediterraneo, il viceammiraglio Pierre Martin preparò uno squadrone di sei navi di linea e tre fregate al comando del contrammiraglio Joseph de Richery per rinforzare la flotta di Brest.
Questa forza aveva l'ordine di attraversare l'Atlantico e di unirsi alle unità della marina francese nei Caraibi a Saint-Domingue e poi di attaccare le navi dirette in Giamaica. Da lì avrebbero dovuto portarsi a minacciare le pescherie di Terranova e del Canada, prima di fare ritorno in Francia attraverso le Azzorre per poi riunirsi alla flotta di Brest. Martin sapeva della presenza della flotta inglese che di recente aveva inflitto pesanti sconfitte alle sue stesse navi, ma il comandante inglese, l'ammiraglio William Hotham aveva il proprio ancoraggio a San Fiorenzo, e Richery fu in grado di sfuggirgli attraverso il Mar Ligure inosservato il 14 settembre. Martin sapeva anche che l'annuale convoglio britannico proveniente da Levante sarebbe dovuto passare ad ovest attraverso lo Stretto di Gibiltera ed alcune settimane dopo inviò un secondo squadrone al comando del commodoro Honoré Ganteaume.
Martin non sapeva però che il convoglio era partito prima del previsto ed aveva raggiunto Gibilterra molto tempo prima della partenza di Ganteaume. A Gibilterra un convoglio di 63 navi si sarebbe incontrato con la scorta provvista dalla flotta di Hotham. Questa forza era guidata dal commodoro Thomas Taylor a bordo della HMS Fortitude (74 cannoni), accompagnato dalla HMS Bedford e dalla HMS Censeur oltre che dalle fregate HMS Argo, HMS Juno , HMS Lutine e dalla nave incendiaria HMS Tisiphone. La Censeur, al comando del capitano John Gore non era adeguatamente preparata a prendere servizio; la nave era stata una nave da guerra francese catturata al largo di Genova a marzo di quello stesso anno e necessitava ancora di riparazioni adeguate.

## L'incontro di Richery
Il convoglio di Taylor era salpato da Gibilterra il 25 settembre, procedendo lentamente ad ovest verso l'Atlantico. Il giorno successivo Taylor divise le sue forze, inviando 32 mercantili con la Argo e la Juno, mentre prese con sé 31 mercantili e le portò lungo le coste spagnole e portoghesi. La mattina del 7 ottobre il convoglio stava oltrepassando lentamente Capo San Vincenzo, a 144 miglia nautiche dalla costa a sudest. Alle 09:30 vennero avvistate delle imbarcazioni a nordest e Thomas rapidamente si rese conto che si trattavano di forze nemiche. Dando ordini alle sue navi, formò una linea di battaglia con la Fortitude in testa, seguita dalla Bedford e dalla Censeur, supportata dalla Lutine e dalla Tisiphone.
Richery si diresse verso lo squadrone di Taylor, inviando le fregate Embuscade, Félicité e Friponne ad attaccare le navi mercantili che nel frattempo stavano cercando di sfuggire. Taylor sperava di mantenere i francesi lontani a sufficienza da poter permettere al suo convoglio di fuggire, ma le fregate riuscirono semplicemente ad eluder ele sue navi. Inoltre, la Censeur che era danneggiata, non fu in grado di mantenere la sua posizione ed alle 13:00 perse l'albero maestro, fatto che costrinse Gore a ritirarsi. Taylor discusse la situazione coi suoi ufficiali e col capitano Augustus Montgomery a bordo della Bedford, accordadosi per un ritiro immediato. La Fortitude e la Bedford quindi si ritirarono dalla formazione, lasciando dietro al Censeur.
Alle 13:50 le navi francesi aprirono il fuoco sulla Censeur, fuoco a cui Gore rispose a distanza con la Fortitude e la Bedford. Lo squadrone di Richery sparò agli alberi della Censeur. Alle 14:30, abbandonato da Taylor, Gore terminò anche la poca polvere da sparo che aveva a bordo e pertanto ammainò la sua bandiera e si arrese alle navi nemiche.

## Conseguenze
Senza protezioni, il convoglio di Levante venne distrutto. Le fregate di Richery catturarono tutte le navi inglesi ad eccezione di un vascello, per un totale di 30 imbarcazioni. L'ammiraglio francese, con le prede catturate, si diresse verso la costa spagnola, ancorando al porto di Cadice. Sulla base dei trattati in vigore all'epoca, però, solo tre delle navi di Richery poterono attraccare al porto di Cadice, mentre le restanti dovettero ancorare la porto di Rota. Qui le navi rimasero intrappolate: Hotham aveva infatti saputo il 22 settembre che Richery si era portato in mare ed il 5 ottobre aveva inviato uno squadrone di sei navi di linea e due fregate ad inseguire il contrammiraglio Robert Mann. Mann giunse però a Cadice troppo tardi per prendere parte all'azione e riuscì a trovare solo Richery ancorato al porto. Con l'ordine di inseguire i francesi, Mann stabilì un blocco a Cadice in attesa del ritorno di Richery. Il convoglio Argo, al comando del capitano Richard Burgess raggiunse invece la Gran Bretagna intatto. Lo storico William Laird Clowes che pure si scagliò contro la distruzione del convoglio inglese, colse però l'occasione per prendersela con Hotham dicendo che il suo comportamento nella gestione della situazione "aveva offerto un'ulteriore prova dell'incapacità dell'ufficiale per un comando così importante come quello affidatogli." Questa non era la prima volta che il convoglio del Levante era stato obbiettivo di una missione militare della marina francese; 102 anni prima, nel corso della Guerra dei Nove anni, un convoglio ancora più grande proveniente dal Mediterraneo orientale era stato distrutto dai francesi nelle medesime acque nella Battaglia di Lagos.
Il blocco durò dieci mesi durante i quali Richery non riuscì a cogliere l'opportunità per sfuggire alle forze di Mann. Le sue navi vennero colpite da una tempesta ed il 17 dicembre la Victoire, la  Duquesne e la Révolution si arenarono a causa dei danni subiti. I francesi vennero rilasciati per ragioni diplomatiche; nella primavera del 1796 la Repubblica Francese ed il Regno di Spagna avevano iniziato dei negoziati per un'alleanza contro la Gran Bretagna che portarono alla firma del Trattato di San Ildefonso il 19 agosto. Come gesto di buona volontà, la flotta spagnola di Cadice al comando dell'ammiraglio Juan de Lángara si accordò per scortare Richey fuori dal proprio porto con forze sufficienti a dissuadere qualsiasi possibile attacco di Mann. Lángara prese con sé 20 navi di linea e 14 altri vascelli il 4 agosto, accompagnato da 10 navi da guerra di Richery. Mann però aveva ritirato il proprio blocco navale il 29 luglio per ordine del viceammiraglio Sir John Jervis.
Lángara inviò Richery a 300 miglia nautiche ad ovest con una grande scorta al comando del contrammiraglio José Solano y Bote, riprendendo così la propria missione originaria sino a Terranova ed in Canada. Nel mese di settembre infatti si dedicò ad attaccare le flotte di pescherecci della costa di Terranova e del Labrador prima di fare ritorno in Francia, dopo aver distrutto più di un centinaio di imbarcazioni inglesi nel corso della sua operazione.

## Ordine di battaglia
| Squadrone di Richery | Squadrone di Richery | Squadrone di Richery                | Squadrone di Richery | Squadrone di Richery |
| Nave                 | Cannoni              | Comandante                          | Note                 |                      |
| -------------------- | -------------------- | ----------------------------------- | -------------------- | -------------------- |
| Victoire             | 80                   | Capitano Lemancq                    |                      |                      |
| Jupiter              | 74                   | Capitano Joseph de Richery          |                      |                      |
| Barra                | 74                   | Capitano André Maureau              |                      |                      |
| Berwick              | 74                   | Capitano Pierre Dumanoir le Pelley  |                      |                      |
| Révolution           | 74                   | Capitano Antoine-Jean-Baptiste Faye |                      |                      |
| Duquesne             | 74                   | Capitano Zacharie Allemand          |                      |                      |
| Embuscade            | 32                   |                                     |                      |                      |
| Félicité             | 32                   | Capitano Lecourt                    |                      |                      |
| Friponne             | 32                   |                                     |                      |                      |

| Squadrone di Taylor | Squadrone di Taylor | Squadrone di Taylor          | Squadrone di Taylor                                     | Squadrone di Taylor |
| Nave                | Cannoni             | Comandante                   | Note                                                    |                     |
| ------------------- | ------------------- | ---------------------------- | ------------------------------------------------------- | ------------------- |
| HMS Fortitude       | 74                  | Commodoro Thomas Taylor      |                                                         |                     |
| Bedford             | 74                  | Capitano Augustus Montgomery |                                                         |                     |
| HMS Censeur         | 74                  | Capitano John Gore           | Armata en flute. Catturata. Tornò alla marina francese. |                     |
| HMS Lutine          | 32                  | Capitano William Haggitt     |                                                         |                     |
| HMS Tisiphone       | 14                  | Capitano Joseph Turner       |                                                         |                     |